# Richard of Ware
Richard of Ware (auch Richard de Ware) OSB († 8. Dezember 1283 in London) war ein englischer Ordensgeistlicher und Beamter. Ab 1258 war er Abt der Benediktinerabtei Westminster Abbey. Er diente zudem den englischen Königen als Diplomat und ab 1280 als Treasurer of the Exchequer.

## Aufstieg zum Abt
Die Herkunft von Richard of Ware ist unbekannt. Er wird erstmals 1257 als Mönch von Westminster Abbey erwähnt, als er als Anwalt von Abt Richard of Croxley diente. Richard of Croxley starb wenig später, worauf Philip of Lewisham zum Abt gewählt wurde. Als dieser wenige Monate später ebenfalls starb, erlaubte König Heinrich III. den Mönchen von Westminster am 1. Dezember 1258 die Wahl eines neuen Abtes und bestätigte am 15. Dezember die Wahl von Richard of Ware. Anfang 1259 reiste dieser nach Italien, um die Bestätigung des Papstes zu erlangen. Papst Alexander IV. bestätigte seine Wahl und ernannte ihn am 11. März 1259 dazu zum Päpstlichen Kaplan.

## Die Cosmati-Arbeiten in Westminster Abbey

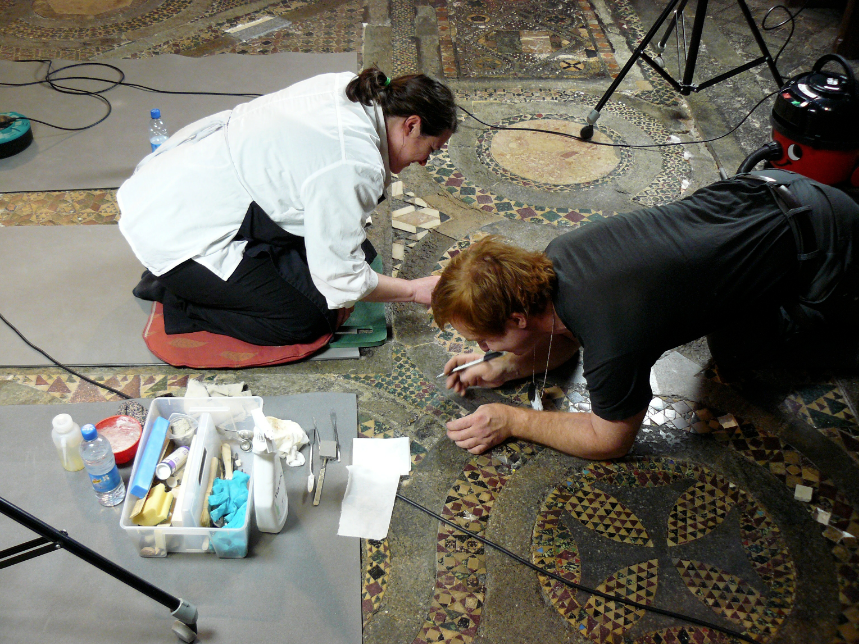
Restaurateure bei der Arbeit an den Cosmati-Bodenschmuck in Westminster Abbey, 2009

Als Ware 1259 den Papst in Anagni traf, muss Ware die prächtigen Marmorverkleidungen im Langhaus und in der Krypta der Kathedrale gesehen haben, die später als Cosmati bezeichnet wurden. Nach seiner Rückkehr nach England scheint Ware den König, der gerade den Neubau von Westminster Abbey durchführen ließ, überzeugt zu haben, den Schrein von Eduard dem Bekenner mit Cosmati-Arbeiten zu schmücken. Dieser Schrein war vermutlich schon 1262 in Arbeit, und die Wirkung der Cosmati-Arbeiten führte dazu, dass weitere Cosmati-Arbeiten für die Kirche in Auftrag gegeben wurden. 1266 oder 1267 war Ware erneut zum Papsthof gereist. Von diesem Besuch brachte er sowohl Marmorsteine wie auch Handwerker mit nach Westminster, die den 1268 fertiggestellten Bodenschmuck vor dem Hochaltar der Abteikirche schufen. Vermutlich übernahm Ware den Großteil der Kosten für diesen Bodenschmuck. Der König erstattete ihm später nur einen Teil der Summe, wie der Mönch John Flete in seiner Chronik aus dem frühen 15. Jahrhundert beklagte.

## Dienst als königlicher Diplomat und Treasurer
Während des Zweiten Kriegs der Barone sandte Simon de Montfort, der Führer der Adelsopposition, Ware 1265 als Gesandten an den französischen Königshof. Nachdem Heinrich III. wenig später die Macht zurückgewonnen hatte, diente Ware auch ihm und später dessen Sohn Eduard I. als Diplomat. 1279 handelte er die Heirat von Margarete, einer Tochter Eduards, mit dem ältesten Sohn von Herzog Johann I. von Brabant aus. 1278 war er zudem zum obersten Richter einer reisenden Gerichtskommission für Nordengland ernannt worden, doch nahm er letztlich an der Gerichtsreise nicht teil. Dafür wurde er am 18. Juni 1280 zum Treasurer of the Exchequer und damit zum obersten Finanzbeamten Englands ernannt. In diesem Amt erlangte er jedoch keine größere Bedeutung.

## Tätigkeit als Abt
Die Gunst von Eduard I. führte aber dazu, dass Ware die Privilegien der Abtei bestätigt bekam und sogar erweitern konnte. 1280 bestätigte der König die meisten Royal Charters, die zugunsten der Abtei erlassen worden waren. 1283 wehrte Ware energisch den Versuch von Bischof Godfrey Giffard von Worcester ab, die bislang Westminster Abbey unterstellte Great Malvern Priory seiner geistlichen Aufsicht zu unterstellen. Dazu bewährte sich Ware als Wirtschafter. Er konnte Schulden der Abtei von über £ 400 bei italienischen Kaufleuten ablösen, kaufte das Gut von Great Amwell in Herefordshire für £ 566, legte bei Tiddesley bei Pershore einen Jagdpark an und baute auf dem Gelände des Friedhofs der Abtei in Westminster ein Haus, das er vermietete. Die Einnahmen wurden für die Kerzenbeleuchtung in der Abteikirche verwandt. Ware versuchte dazu, das Zusammenleben der Klostergemeinschaft zu verbessern, dass durch den Neubau der Abteikirche sicherlich erheblich gestört worden war. Deshalb gab er ein Customary, ein Handbuch in Auftrag, in dem die gewohnten Abläufe der Gottesdienste und des Zusammenlebens in der Abtei beschrieben wurden. Dabei konnte er auf ältere Vorlagen zurückgreifen, doch in seiner Ausführlichkeit war das Handbuch ohne Beispiel. Mit dieser Arbeit wurde 1266 begonnen, erst nach mehreren Jahren wurde das Handbuch, das aus mehreren Teilen bestand, vollendet. Nur der vierte Teil des Werkes ist erhalten, doch er enthält beispielsweise Beschreibungen von der Arbeit im Büro des Abtes bis zur Arbeit der Gärtner, dazu Anweisungen für die Pflege von kranken oder sterbenden Mönchen.
1268 ordnete der päpstliche Legat Ottobono Fieschi eine Visitation der Abtei an, die von Pierre de Tarentaise und dem Dekan der Kathedrale von Bayeux durchgeführt wurde. Dabei wurde festgestellt, dass das Schlafgemach des Priors in die Konventgebäude verlegt werden müsse, dazu sollte eine Pforte verschlossen werden, so dass das Krankenrevier nicht als Abkürzung zum angrenzenden königlichen Palast genutzt werden könne. Den Mönchen wurde untersagt, ohne Zustimmung des Abtes Grundstücksgeschäfte vorzunehmen, was sicherlich im Sinne von Ware war. Damit ergab die Visitation für die damalige Zeit wenig Kritikpunkte, für die Ware zudem nicht direkt verantwortlich war. Damit ist das Ergebnis eine Anerkennung von Wares Arbeit als Abt.

## Tod und Nachwirkung
Ware starb plötzlich Anfang Dezember 1283, als er im Dienst des Königs tätig war. Er wurde unter dem Cosmati-Mosaik vor dem Hochaltar von Westminster Abbey beigesetzt. Nach dem Chronisten von Dunstable wurde der Tod des strengen Abtes von den Mönchen nur wenig betrauert. Diese Behauptung scheint nicht falsch zu sein, denn die Mönche verwendeten einen Teil der Mittel, die Ware für seine Jahresämter bestimmt hatten, für den Kauf von Lebensmitteln. Der Mönch Flete bezeichnete ihn im 15. Jahrhundert aber als weisen und besonnenen Mann. Das unter ihm geschaffene Fußbodenmosaik und das Handbuch für das Klosterleben überlebten ihn.